# JADDO
JADDO（ジャッド）は2016年10月1日から2021年3月27日まで土曜22:00 - 23:30に宮崎放送（MRTラジオ）で放送していた下ネタ特化型社会情報番組。

## 概要
2016年10月1日に放送が開始となった『深夜の深夜による深夜の為の90分』を売りとした 生放送ローカルワイドバラエティ番組。30代の廣末圭治と20代の甲斐杏奈の年齢差によってチグハグにもしっくりくるトークを展開し、後述の通り特徴としてかつての深夜ラジオ番組を彷彿とさせるやや過激な番組内容となっている。なお、番組内では社会情報番組、教育番組、親子で聴ける番組と自称している。
「じゃっど」とは、宮崎県西部（都城市、小林市など）や鹿児島県本土で使われる方言で「そうだ」と意味する。
同局聴取可能地域外からもradikoプレミアムを活用して聴取されている。
2017年10月 から2019年3月末までは大分放送でもネットされていた。
2019年2月23日の放送で番組開始以来出演してきた重留が卒業。2019年3月2日の放送より甲斐杏奈が後任となった。
2021年3月13日の放送で2021年3月いっぱい、すなわち同年3月27日をもって番組終了が報告された。同年4月3日より同時間帯で甲斐杏奈の今夜もcheck check!が放送された。

### 番組のルール
2019年11月16日の放送で杏奈への胸ネタが急増したため、胸ネタ禁止令が発令された。
2020年5月30日の放送であまりに酷いラジオネームはラジオネームすら読まないと警告があった。
また、酷いラジオネームが減らないことから 2020年6月6日の放送で 酷いラジオネームは本名を読み上げることとなった。
2020年6月27日の放送で「複数ラジオネームの禁止」、番組の存続をかけて「過度な下ネタの自粛要請」が発令された。
当番組のWikipedia内容は番組からの業務連絡により、リスナーが編集しなければならないルールとなっている。

## スポンサー
2020年4月より八興ヒューテック株式会社、風来軒がスポンサーとなった。
2020年7月より八興ヒューテック株式会社のみスポンサーとなった。9月からは新たに地鶏炭火焼 粋仙がスポンサーとなった。
2021年1月23日より新たに株式会社デンサンがスポンサーになった。

## コーナー
「私のイチオシ」やリアクションメッセージを除く各コーナーへのハガキは土曜日必着、メールは土曜20:00までが締め切りとなる。各コーナーごとに採用されなかったリスナーの名前も紹介している。その際、ラジオネームがあまりにも過激すぎるリスナーの名前は紹介されない。
今週の1曲目クイズ！
放送日当日に番組Twitterに選曲した曲のジャケット画像の一部、ヒントをもとに曲名を当てるコーナー。
私のイチオシ!
廣末と杏奈がそれぞれ選曲した曲をイントロ方式で流し、リスナーによる投票を行い一番多く票を集めた 曲が最後の番組エンディングでフルで流す。
NOW NOW NOW
22時台前半のコーナー、杏奈が最近、気になった物事をピックアップし紹介する。
ひとこと選手権　
（タイトルコール 加藤沙知）
お題に対して、リスナーからの絶妙な一言を募集し紹介するコーナー。
JADDOの知らない世界
知識を紹介するコーナー。ただし、都市伝説や根拠のない内容は対象外。
妄想CHINクイズ
（タイトルコール 瀬藤亮太）
3つの下ネタを意識したヒントが何を表しているか当てるクイズコーナー。リスナーからはクイズの答えと問題を募集している。
2020年8月22日の放送でネタの不正解も含め回答は一人1通のみとルールが追加となった。
究極の嫌だ
（タイトルコール 伊賀透浩）
日常の「嫌だ」もしくは想像で「こんなの嫌だ」という嫌だ案件を紹介するコーナー。ただし、下ネタは厳禁。

## 過去のコーナー
JADDO23
22時台後半のコーナー、世界各地のB級ニュースを3項目ほど伊賀が真面目に伝える。
ああ○◯大賞
23時台前半のコーナー。毎週テーマを募集し、リスナーによるエピソードを募集し紹介する。初期は、今だから話せる「恥ずかしい話や失敗談」に限定していた。
杏奈のなんでも相談
リスナーからの相談を募集。生電話をすることもある。
JADDO正解・不正解
（タイトルコール 田代剛（元同局アナウンサーで現在は鉄道ジャーナリスト））
23時台前半のコーナー。日常の出来事における正解・不正解を募集し紹介するコーナー。

## 出演者
太字は宮崎放送アナウンサー。

### 現在
- 廣末圭治（出演当時は宮崎放送アナウンサー、現在は報道部記者）
- 甲斐杏奈（タレント）

※その他ゲスト・リスナー・番組関係者など。

### 過去
- 伊賀透浩（顧問、同局アナウンス部長）
- 重留一実（CEO（センター・エロい・お姉ちゃん）タレント、2019年2月23日の放送をもって卒業。）

### 特別出演（大分放送）
- 小田崇之（大分放送アナウンサー）2018年10月27日、2019年2月9日 「こんばんマンゴー（こんばんはと、宮崎特産のマンゴーを組み合わせた造語）」が定番の挨拶。この挨拶の音源は大分放送のネットが終了した2019年4月6日以降も当番組における23時の時報で使用されている。

　  2019年10月にOBSラジオで始まった「今晩マンゴー」小田がJADDO出演時に生み出した「決めゼリフ」をそのまま番組タイトルにした。
- 池田麻衣子（タレント）やや過激な番組内容である 大分放送 「夜のイチスタ☆」で当番組を紹介したことが縁となり、SEを提供する。当番組と「夜のイチスタ☆」は姉妹番組と称される。

　  姉妹番組と称されるきっかけとなったのが池田の番組電話出演。池田は以前より番組のことは知っており、電話出演時もいつものように番組を聴いていた。

### 特別出演（その他）
- ブリーフ&トランクス　当番組ディレクター はやお氏がデビュー時から一押ししており、2019年、2020年ゲスト出演が契機となりオープニング曲を作成することとなった。
- 坂俊介（RSK山陽放送アナウンサー）当番組ディレクター はやお氏と何故か仲がいい。いろいろなラジオネームで投稿するリスナーでもある。

## 放送時間
- 土曜 22:00 - 23:30（JST）

## 過去のネット局
- 大分放送　2019年3月迄

## 番組使用楽曲
- オープニング　「JADDOオリジナルテーマ曲」 - ブリーフ&トランクス
- 旧オープニング 「世界地図」 - 東京スカパラダイスオーケストラ
- 私のイチオシ！ 「スウィングマン」 - 東京スカパラダイスオーケストラ
- 妄想CHINクイズ 「スタートレックのテーマ」 - Walter Maynard Ferguson　アメリカ横断ウルトラクイズ主題曲としても知られている。
- ひとこと選手権  「Fair」 - 西村DUNK大介
- JADDO正解・不正解（タイトルコール/コーナー終了時）「Sunshine」 - 西村DUNK大介

## 番組エピソード
2018年10月27日、大分放送のスタジオから生放送をおこない、大分放送のアナウンサーで廣末と同い年（正確には同学年）でもある小田崇之が初出演した。この模様は大分放送の他の番組でも使用されている動画配信サービスFRESH LIVEでも同時配信 された。（このほか廣末、重留の2名は、大分放送で同日19:00から放送のローカル番組に番組宣伝で出演。翌日10月28日（日）の昼には生放送特別番組にも一部出演した。）
2019年2月9日 宮崎放送のスタジオに小田崇之が訪問。廣末、重留と3名で生放送を行った。
2019年11月23日の放送に歌手の米良美一がゲスト出演した。
2020年7月4日の放送から「日本47都道府県制覇の旅」と題して、全国のリスナーがどこから聴いているか募集し、日本地図の47都道府県すべてを埋めようという企画が始まった。2020年12月12日の放送に山梨県の小松千絵（山梨放送アナウンサー）と和歌山県のリスナーからメールが届き、クリアーとなった。
2020年10月31日の放送に宮川賢がゲスト出演した。
杏奈は一度だけ「遅刻」をしたことがある。佐土原町で夏祭りのイベント司会があり、司会終わりに駆けつけたのだが間に合わず、到着するまでの間廣末が不安げにつないでいた。
オープニング曲前の英語でのタイトルコールは次のようなものである。
「Every Saturday, We broadcast MRT Radio program for midnight, for 90 minutes. You must be exciting! and can't sleep if you listen to it. This program is named...JADDO」